# 제26회 부산국제영화제
제26회 부산국제영화제는 2021년 10월 6일부터 2021년 10월 15일까지 열린 영화제이다. 임상수 감독의 영화 '행복의 나라로 (영화)'로 10월 6일 부산 영화의전당에서 개막했다. 박소담과 송중기가 사회를 맡은 페스티벌 개막식은 유튜브를 통해 생중계됐다.
제26회에는 70개국 223편의 영화가 공식 초청됐다. 63개의 지역사회 봉사 상영회도 영화제의 일부였다. 또한, 올해 BIFF는 신흥 재능 있는 중국 감독들을 위한 특별 프로그램 '뉴 보이스, 중국 영화'와 여성 감독들의 아시아 최고의 영화 '원더 우먼 영화'를 오픈해 여성 감독들의 공헌을 조명했다. 이번 영화제에서는 '뉴 커런츠' 부문과 '한국영화의 오늘-비전' 부문에서 선정된 2편의 영화에 시상하는 '왓챠상'이라는 새로운 상을 마련했다. '와이드앵글' 경쟁 부문에 초청된 단편영화 관계자 22편은 유튜브와 네이버를 통해 온라인으로 상영됐다.
'한국영화의 오늘-비전부문' 수상자를 발표하는 '비전나잇' 시상식이 10월 14일 개최됐다. 10월 15일 온라인 기자간담회를 통해 '뉴 커런츠' 등 수상작이 발표됐고, 열흘간 7만6072명이 영화제를 찾았다고 밝혔다. 영화제는 10월 15일 이준혁 (1984년), 이주영 (1992년) 주연의 폐막식과 렁롱만 감독의 영화 아니타(Anita, 梅艷芳) 상영을 끝으로 막을 내렸다. 김세인 감독의 영화 '같은 속옷을 입는 두 여자'가 뉴 커런츠상을 포함해 5개 부문을 수상했다.

## 수상

### 뉴 커런츠상
- 안녕, 내 고향 - 왕얼저우 수상
- 같은 속옷을 입는 두 여자 - 김세인 수상

### 지석상
- 레이피스트 - 아파르나 센 수상
- 젠산 펀치 - 브릴란테 멘도자 수상
- 흥정 - 왕기 수상

### 선재상
- 장갑을 사러 - 이현주 수상
- 바다가 나를 부른다 - 툼팔 탐푸볼론 수상
- 사리 - 리밍양 수상

### 넷팩상 (아시아영화진흥기구상)
- 같은 속옷을 입는 두 여자 - 김세인 수상

### 국제영화비평가연맹상
- 세이레 - 박강 수상

### KB 뉴 커런츠 관객상
- 같은 속옷을 입는 두 여자 - 김세인 수상

### 올해의 배우상
- 그 겨울, 나는 - 권다함 수상
- 같은 속옷을 입는 두 여자 - 임지호 수상

### 플래시 포워드상
- 매스 - 프란 크랜즈 수상

### 비프 메세나상
- 206: 사라지지 않는 - 허철녕 수상
- 자화상: 47KM 마을의 동화 - 장멩치 수상

### 한국영화감독조합상- 메가박스상
- 그 겨울, 나는 - 오성호 수상
- 절해고도 - 김미영 수상

### 크리틱b상
- 낮에는 덥고 밤에는 춥고 - 박송열 수상

### 시민평론가상
- 초록밤 - 윤서진 수상

### 부산시네필상
- 아임 쏘 쏘리 - 자오량 수상

### 왓챠상
- 그 겨울, 나는 - 오성호 수상
- 같은 속옷을 입는 두 여자 - 김세인 수상

### KBS독립영화상
- 낮에는 덥고 밤에는 춥고 - 박송열 수상

### CGV 아트하우스상
- 초록밤 - 윤서진 수상

### CGK촬영상
- 초록밤 - 추경엽 수상
- 드라이브 마이 카 - 하마구치 류스케
- 아네트 - 레오 카락스

### 우연과 상상
- 괜찮아, 잘 될 거야 - 프랑소와 오종
- 당신얼굴 앞에서 - 홍상수
- 더 트스거오 다이어리 - 모린 파젠데이로 외 1명
- 디셉션 - 아르노 데스플레생
- 레드 로켓 - 션 베이커
- 링귀, 모녀는 용감했다 - 마하마트 살레 하룬
- 마르크스 캔 웨이트 - 마르코 벨로치오
- 메모리아 - 아피찻퐁 위라세타쿤
- 베르히만 아일랜드 - 미아 한센-러브
- 소용돌이 - 가스파 노에
- 신의 손 - 파올로 소렌티노
- 썬다운 - 미셸 프랑코
- 아헤드의 무릎 - 나다브 라피드
- 야나가와 - 장률
- 원 세컨드 - 장이머우
- 인트로덕션 - 홍상수
- 일층 이층 삼층 - 난니 모레티
- 카우 - 안드레아 아놀드
- 파워 오브 더 도그 - 제인 캠피온
- 퍼니 보이 - 디파 메타
- 프랑스 - 브루노 뒤몽
- 프렌치 디스패치 - 웨스 앤더슨
- 어떤 영웅 - 아쉬가르 파라디
- 강변의 무코리타 - 오기가미 나오코
- 견왕 - 유아사 마사아키
- 기억의 감옥 - 장츠
- 떠도는 남자 - 모스타파 파루키
- 레이피스트 - 아파르나 센
- 맛 - 르 바오
- 머니보이스 - 씨.비 이
- 바다의 깊은 곳 - 마두자 무커지
- 발 밑의 나락 - 모함마드 라비 므리다
- 배회시대 - 장텡유안
- 보호받지 못한 사람들 - 제제 타카히사
- 불 - 아이잔 카심벡
- 사랑과 복수 - 에드윈
- 샨카의 요정 이야기 - 이르파나 마줌다르
- 수흐라의 아들들 - 일가 나자프
- 시간의 세례 - 짜끄라완 닌탐롱
- 시험 - 샤우캇 아민 코르키
- 쓰촨의 신-신 극단 - 치우지옹지옹
- 열대왕사 - 웬쉬페이
- 옌 씨의 수행 - 치엔시앙
- 온 더 잡: 실종자들 - 에릭 마티
- 유니 - 카밀라 안디니
- 젠산 펀치 - 브릴란테 멘도자
- 쿠스리야르 가는 길 - 바랏 미를
- 텡기즈 - 만수르 압두칼리코프
- 파도가 보인다 - 압둘라 모함마드 사드
- 파르하 - 다린 살람
- 폭포 - 청몽홍
- 하루하라상의 리코더 - 교시 스기타
- 화이트 빌딩 - 캐비치 니앙
- 후다의 미용실 - 하니 아부 아사드
- 흥정 - 왕기
- 흰 암소의 발라드 - 베흐타시 사내에하 외 1명
- 24 - 로이스톤 탄뉴 커런츠
- 감독은 부재중 - 아르반드 다쉬타라이
- 같은 속옷을 입는 두 여자 - 김세인
- 기억의 땅 - 킴퀴 부이
- 복사기 - 레가스 바누테자
- 붉은 석류 - 샤리파 우라즈바예바
- 세이레 - 박강
- 소행성 - 메흐디 호세인반드 아알리푸르
- 시간의 집 - 라즈딥 폴
- 실종 - 가타야마 신조
- 안녕, 내 고향 - 왕얼저우
- 페드로 - 나테쉬 헤그드한국영화의 오늘 - 파노라마
- 낙원의 밤 - 박훈정
- 낮과 달 - 이영아
- 뒤틀린 집 - 강동헌
- 라스트 필름 - 전수일
- 방법: 재차의 - 김용완
- 불도저에 탄 소녀 - 박이웅
- 새해전야 - 홍지영
- 승리호 - 조성희
- 싱크홀 - 김지훈
- 언프레임드 - 박정민 외 3명
- 요정 - 신택수
- 우수 - 오세현
- 자산어보 - 이준익
- 태일이 - 홍준표한국영화의 오늘 - 비전
- 벗어날 탈 脫 - 서보형
- 그 겨울, 나는 - 오성호
- 낮에는 덥고 밤에는 춥고 - 박송열
- 둠둠 - 정원희
- 만인의 연인 - 한인미
- 모퉁이 - 신선
- 소피의 세계 - 이제한
- 올 겨울에 찍을 영화 - 김경래
- 절해고도 - 김미영
- 초록밤 - 윤서진
- 컨버세이션 - 김덕중
- 한 끗 - 이우동월드 시네마
- 가택연금 - 알렉세이 게르만 주니어
- 거대한 자유 - 세바스티안 마이즈
- 견습공의 일주일 - 네우스 발루스
- 그 남자는 타이타닉을 보고 싶지 않았다 - 티무 니키
- 니트람 - 저스틴 커젤
- 더 아일랜드 - 안카 다미안
- 더 패밀리 - 댄 슬레이터
- 더스크 스톤 - 이반 푼드
- 디저티드 - 카드리 크뢰우사르
- 리플렉션 - 발렌틴 바스야노비치
- 배니싱 - 드니 데르쿠르
- 배드 럭 뱅잉 - 라두 주데
- 볼코노고프 대위 탈출하다 - 나타샤 메르쿨로바 외 1명
- 브리짓 바르도 포에버 - 레흐 마예브스키
- 비트 - 뱅상 마엘 카르도나
- 사랑과 욕망에 관한 이야기 - 레일라 부지
- 사랑할 땐 누구나 최악이 된다 - 요아킴 트리에
- 세상의 어머니는 행복해야 마땅하다 - 합시아 헤지
- 소녀와 거미 - 라몬 취르허 외 1명
- 수베니어: 파트 I - 조안나 호그
- 수베니어 파트 II - 조안나 호그
- 스몰 바디 - 라우라 사마니
- 알리 앤드 에이바 - 클라이오 바나드
- 암파로 - 시몬 메사 소토
- 애즈 인 헤븐 - 테아 린드버그
- 애프터 블루 (더티 파라다이스) - 베르트랑 만디코
- 인트레갈디 - 라두 문틴
- 일 부코 - 미켈란젤로 프라마르티노
- 참을 수 없는 존재의 하찮음 - 콘스탄자 페르난데즈
- 캅 시크릿 - 한네스 소르 할도르손
- 키아라 - 조나스 카피그나노
- 티탄 - 쥘리아 뒤쿠르노
- 파비안 - 도미니크 그라프
- 패싱 - 레베카 홀
- 푸른 호수 - 저스틴 전
- 하이브 - 블레타 바스홀리
- 홀드 미 타이트 - 마티유 아말릭플래시 포워드
- 깃털 - 오마르 엘 조하이리
- 매스 - 프란 크랜즈
- 엘 플라네타 - 아말리아 울만
- 오노다, 정글에서 보낸 10 000일 - 아더 하라리
- 잃어버린 것들을 위한 기도 - 타티아나 후에조
- 자키 - 클린트 벤틀리
- 프릭스 아웃 - 가브리엘 마이네티
- 하늘을 바라본다, 바람이 분다 - 알렉상드르 코베리제
- 6번 칸 - 유호 쿠오스마넨와이드 앵글- 한국단편 경쟁
- 개미무덤 - 이솔희
- 거북이가 죽었다 - 김효은
- 공백 - 신시정
- 굿 (Exorcism) - 박소이
- 그래도, 화이팅! - 김준석
- 나들이 - 이유진
- 둔내면 임곡로 - 전시형
- 심부름 - 이영웅
- 어쩔 수 없는, 하루와 밤 - 이지후
- 우리는 서로 사랑해야 한다 - 이루리
- 장갑을 사러 - 이현주
- 죽고 싶은 학생 - 박준혁와이드 앵글-아시아단편 경쟁
- 경칩 - 송샨페이
- 다시 온 겨울 - 키란 슈레스타
- 바다가 나를 부른다 - 툼팔 탐푸볼론
- 밤하늘이 어두운 이유 - 켈장 도르지
- 사리 - 리밍양
- 살바도르 달리 - 엘디아 마다킴
- 송아지 - 헤만 쿠달레
- 열쇠 - 샤힌 잘랄리
- 좋은 날씨 - 장지텅
- 창문 - 시가야 다이스케와이드 앵글-다큐멘터리 경쟁
- 성덕 - 오세연
- 야생 토마토의 맛 - 라우 켁 후앗
- 언네임어블 댄스 - 이누도 잇신
- 여성 전용 객차에서 - 레바나 리즈 존
- 왕십리 김종분 - 김진열
- 자화상: 47KM 마을의 동화 - 장멩치
- 크로싱 엔드 - 시요룬
- 피아노 프리즘 - 오재형
- 10월의 이름들 - 이동윤
- 206: 사라지지 않는 - 허철녕와이드 앵글-다큐멘터리 쇼케이스
- 기국서의 배우수업 - 황철민
- 나의 집은 어디인가 - 요나스 포헤르 라스무센
- 더 퍼스트 웨이브 - 매튜 하이네만
- 랭스로 되돌아가다 (단편들) - 쟝-가브리엘 뻬리오
- 루치오를 위하여 - 피에트로 마르첼로
- 모어 - 이일하
- 무지의 밤 - 파얄 카파디아
- 산등성이의 뱃사람 - 카림 아이누즈
- 섬이없는지도 - 김성은
- 소울, 영혼, 그리고 여름 - 아미르 '퀘스트러브' 톰슨
- 시인들의 창 - 김전한
- 아임 쏘 쏘리 - 자오량
- 오도리코: 일본 스트립 댄서의 삶 - 오쿠타니 요이치로
- 장고 & 장고 - 루카 레아
- 철선 - 김지곤
- 페이스리스 - 제니퍼 은고
- 표적 - 니시지마 신지
- A.I : 인공불멸 - 안 신
- 2020년의 비 - 리용차오오픈 시네마
- 그녀가 좋아하는 것은 - 구사노 쇼고
- 도쿄 리벤저스 - 하나부사 츠토무
- 라스트 나잇 인 소호 - 에드가 라이트
- 멈출 수 없는 - 파브리스 뒤 벨즈
- 모나리자와 블러드 문 - 애나 릴리 아미푸르
- 무간도 (4K 복원작) - 유위강 외 1명
- 베네데타 - 폴 버호벤특별기획 프로그램
- 가버나움 - 나딘 라바키
- 고양이를 부탁해 - 정재은
- 그녀 방의 구름 - 정루신위안
- 낮은 목소리-아시아에서 여성으로 산다는 것 - 변영주
- 내가 여자가 된 날 - 마르지예 메쉬키니
- 미래로 걸어가다 - 리뤼준
- 백일염화 - 디아오 이난
- 살람 봄베이 - 미라 네어
- 살인자 말리나의 4막극 - 몰리 수리아
- 수자쿠 - 가와세 나오미
- 심플 라이프 - 허안화
- 와즈다 - 하이파 알 만수르
- 융안 마을 이야기 - 웨이슈준
- 칠판 - 사미라 마흐말바프
- 카일리 블루스 - 비간
- 평정 - 송팡
- 푸춘산의 삶 - 구 샤오강온 스크린
- My Name - 김진민
- Hellbound - 연상호
- Forbidden - 아누차 부냐와타나 외 1명

## 같이 보기
- 부산광역시